# Oberbergen (Vogtsburg im Kaiserstuhl)
Oberbergen ist ein Ortsteil von Vogtsburg im Kaiserstuhl im Landkreis Breisgau-Hochschwarzwald in Baden-Württemberg mit rund 1000 Einwohnern. Das seit 1975 zur Stadt Vogtsburg gehörende Dorf besteht aus zwei Teilen: Altvogtsburg, dem Namensgeber der Stadt Vogtsburg mit rund 50 Einwohnern, und dem Wein- und Ferienort Oberbergen.

## Geographie

### Geographische Lage
Das Dorf liegt inmitten des Weinanbaugebiets Kaiserstuhl in der Oberrheinischen Tiefebene. Der Kaiserstuhl ist ein bis 557 m ü. NHN hohes Mittelgebirge vulkanischen Ursprungs. Mit einer bewirtschafteten Rebfläche von rund 350 Hektar gehört Oberbergen mit zum größten Weinbauort Baden-Württembergs, der Stadt Vogtsburg.

### Geologie
Die Rebhänge Oberbergens sind mit einer Lössschicht bedeckt, die dem Boden die Fruchtbarkeit verleiht. Das Tal, in dem Oberbergen liegt, ist aufgrund von bruchtektonischen und vulkanischen Ereignissen entstanden.
Das Ganggestein Bergalith wurde in der Gegend von Oberbergen entdeckt und nach dem Ort benannt.

### Nachbarorte
Nördlich von Oberbergen liegt der Endinger Ortsteil Kiechlinsbergen. Östlich angrenzend liegt Schelingen, westlich liegen Bischoffingen und Oberrotweil und südwestlich Bickensohl, alles Ortsteile der Stadt Vogtsburg.

## Geschichte

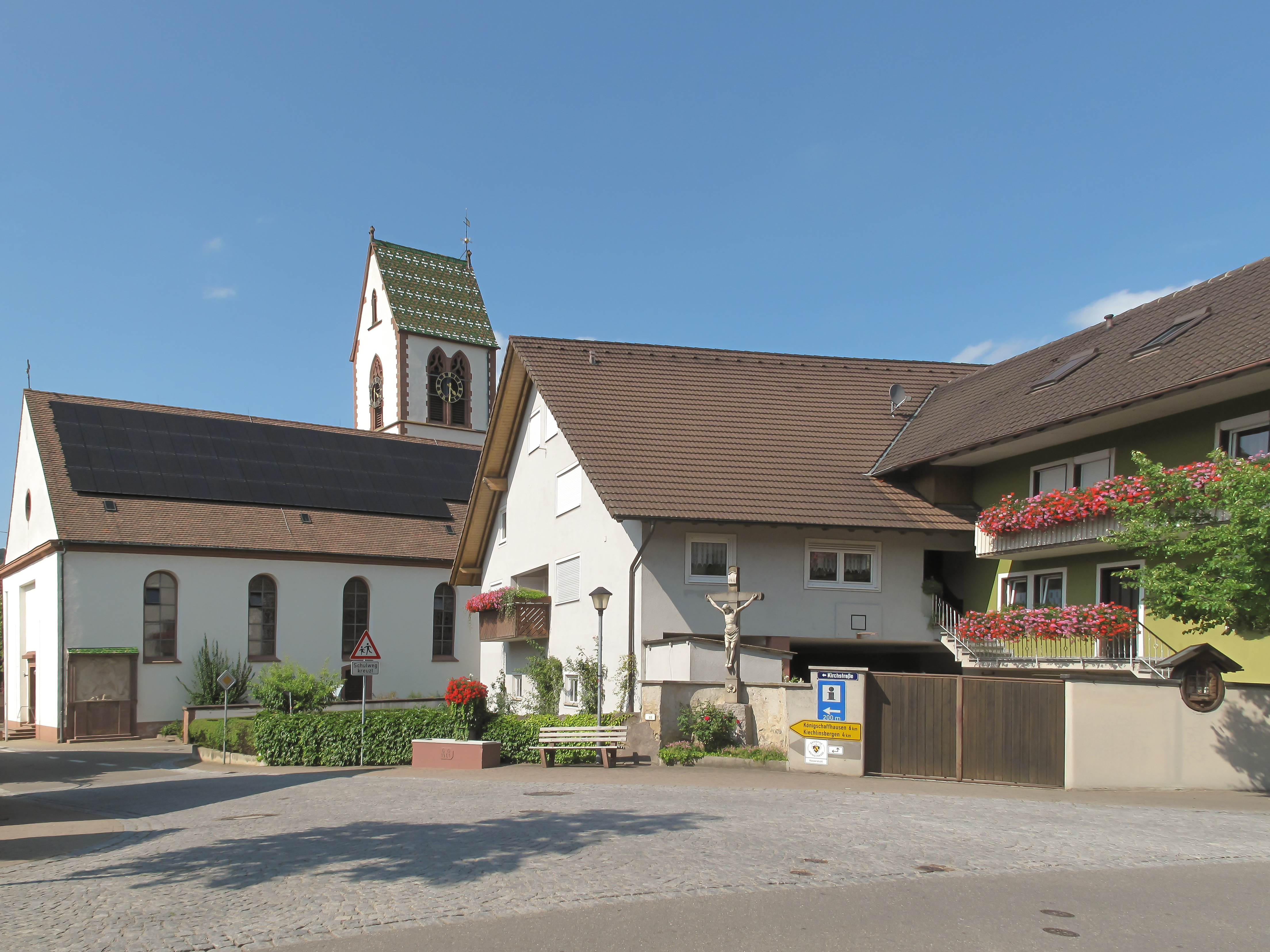
Die Sankt-Mauritius-Kirche

In Oberbergen gibt es Funde aus der Jungsteinzeit (ca. 5500–4950 v. Chr.). Ab etwa 800 v. Chr. gibt es Hinweise auf eine Besiedlung der Kelten, die erst um 200 n. Chr. von den Alemannen vertrieben wurden. Die erste urkundliche Erwähnung stammt aus dem Jahre 972.
Erwähnt wurde die erste Kirche in Oberbergen im Jahr 1139. Sie wurde 1497 durch einen gotischen Bau unter Beibehaltung des Chorraumes neu gebaut.
Die heutige Kirche St. Mauritius wurde 1812 eingeweiht. Beim Vierungsaltar hängt ein Radleuchter.
Die 2018 restaurierte Orgel ist ein Werk von Stehle Orgelbau aus dem Jahr 1951.
Das Restaurant Schwarzer Adler wird erstmals im 19. Jahrhundert erwähnt.
Am 1. Januar 1973 wurde Oberbergen in die Stadt Oberrotweil eingegliedert.
Die Namensfrage für die neue Gesamtgemeinde war umstritten, da der Name der Weindörfer ja gleichzeitig auch ein Markenname ist. Mit Wirkung vom 15. April 1977 kam es zur „Salomonischen Lösung“, der Gesamtgemeinde den Namen des kleinsten Ortes Vogtsburg mit damals nur wenigen Häusern zu geben.

## Weinbau

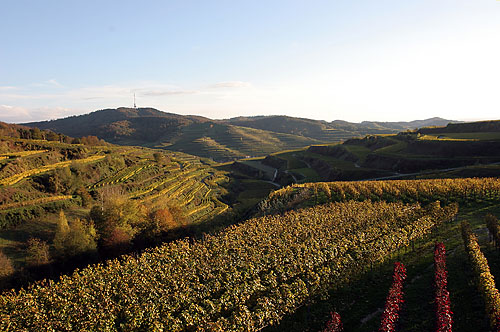
Blick auf die „Baßgeige“

Oberbergen ist besonders durch die Weine der örtlichen Winzergenossenschaft mit 460 Mitgliedern und Fritz Keller als Besitzer eines Weinguts und Wirt des Restaurants Schwarzer Adler bekannt. Das Restaurant wird seit 1969 mit einem Michelin-Stern ausgezeichnet. Von den Weinen aus Oberbergen sind besonders der Müller-Thurgau und der Graue Burgunder zu erwähnen.
Das Hauptanbaugebiet der Weine in Oberbergen wird Baßgeige genannt. Der Name Baßgeige ist vermutlich von der Beschaffenheit der Weinberge abgeleitet, die aus der Vogelperspektive wie eine große Bassgeige aussehen.

## Persönlichkeiten
- Eugen Biser (1918–2014), Religionsphilosoph
- Franz Keller (1927–2007), Winzer
- Franz Keller (* 1950), Koch
- Fritz Keller (* 1957), Adlerwirt und ehemaliger Präsident des SC Freiburg und des Deutschen Fußball-Bundes